# Ahwaz
Ahwaz (perski: اهواز) — miasto w południowo-zachodnim Iranie, port nad rzeką Karun, ośrodek administracyjny ostanu Chuzestan.
Według spisu z 2011 miejscowość liczy 1 112 021 mieszkańców; dla porównania, w 2006 było ich 986 614, w 1996 – 804 980, natomiast w 1966 – około 206,4 tys.
Ośrodek wydobycia ropy naftowej, prowadzą doń rurociągi z podnóża gór Zagros. Znajduje się tu walcownia żelaza. W mieście rozwinął się przemysł spożywczy, włókienniczy oraz chemiczny. W Ahwazie działa uniwersytet założony w 1955 (Uniwersytet Szahida Czamrana w Ahwazie).
W lipcu 1942 w Ahwazie utworzono obóz dla uchodźców polskich z ZSRR. Miał charaktery tranzytowy, służył za tymczasowe miejsce pobytu dla osób, które docelowo miały znaleźć się w innym kraju. Ulokowany był w dawnych koszarach; cechował go niesprzyjający (gorący) klimat. Do 5 maja 1943 w obozie działało Gimnazjum i Liceum Ogólnokształcące im. Marii Skłodowskiej-Curie, wcześniej, do 12 marca 1943, działające w obozie w Teheranie.
22 września 2018 w mieście doszło do ataku na żołnierzy biorących udział w defiladzie wojskowej, w wyniku czego śmierć poniosło 29 osób, a ponad 60 zostało rannych.